# Valle del Giordano
La valle del Giordano è la valle in cui scorre il fiume Giordano, in Medio Oriente. Questa regione geografica forma parte della grande Rift Valley della Giordania. Misura circa 105 chilometri di lunghezza e si estende dal mare di Galilea a nord fino alla sponda settentrionale del mar Morto a sud, dove sfocia il fiume Giordano. Gli altri 155 chilometri di Rift a sud del mar Morto fino ad Aqaba, una zona conosciuta anche come Wadi Arabah o valle di Arava, non appartengono alla valle del fiume Giordano. Dal momento che il fiume Giordano segna il confine occidentale della Giordania nella regione, la sponda orientale della valle è situata in questo Paese, mentre quella occidentale è situata nei Territori Occupati da Israele in Palestina, e in Cisgiordania (Palestina) nella parte centrale e meridionale. Quest'ultima regione è compresa nell'Area C dei Territori Palestinesi (tranne la città di Gerico), sotto controllo di Israele che la considera un territorio contestato.

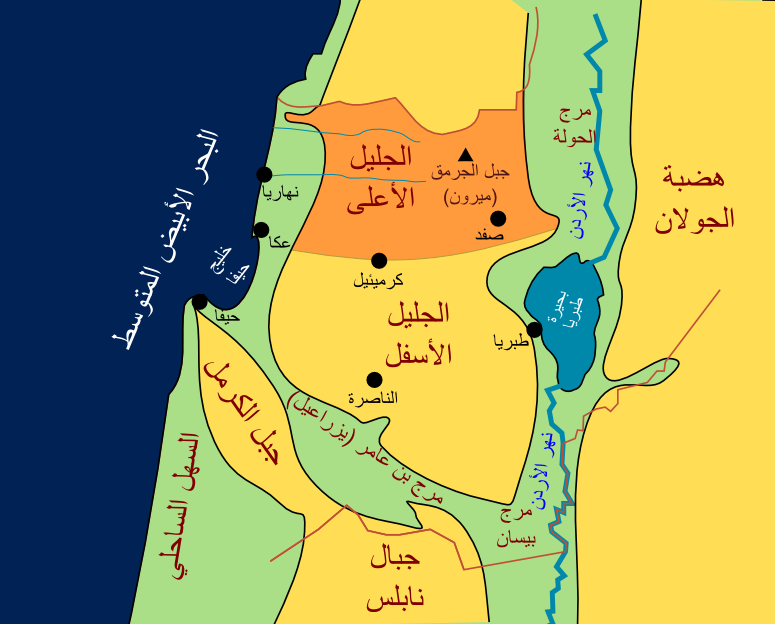

## Geografia

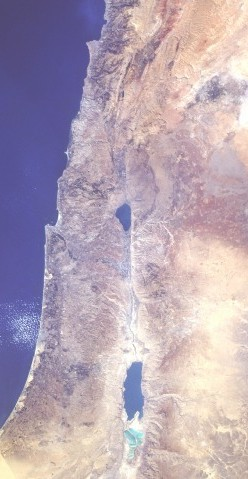
Veduta aerea della valle del Giordano, in cui si riconoscono il mar Morto a sud, e il mare di Galilea a nord.

La valle del Giordano è caratterizzata dal fatto di essere la regione che presenta la minor altitudine della Terra: raggiunge circa 400 metri sotto il livello del mare nel mar Morto e si eleva progressivamente verso il mare di Galilea e la valle di Hula, nel nord. È delimitata a est e ad ovest da montagne di altitudine compresa tra i 600 e i 1200 metri. Trasversalmente, si compone di tre regioni geografiche. La maggior parte della valle, chiamata ghor in arabo, è relativamente pianeggiante e fertile, e si allarga a sud avvicinandosi al mar Morto; il suo suolo è costituito da terra rossa proveniente dall'erosione delle colline. Il fiume propriamente detto scorre in meandri verso sud in una stretta valle secondaria, chiamata zor in arabo, scavata dalle acque tra colline sterili e poco elevate, le colline Katar o Qattara, che si estendono tra lo zor e il ghor. Lo zor misura tra i 5 e i 25 metri di ampiezza a seconda delle inondazioni del fiume. Essendo la regione del ghor maggiormente estesa sul lato giordano, si trova qui un numero maggiore di villaggi moderni e siti archeologici.
Nella valle si trovano due grandi specchi d'acqua: il mare di Galilea, di acque dolce, e il mar Morto, di acqua salata, collegati dal fiume Giordano. Sono alimentati dalle acque piovane e dai piccoli fiumi e uadi che scorrono giù dalle montagne vicine. Questi corsi d'acqua attraversano la valle in direzione est-ovest e sono più numerosi sul lato giordano. Da nord a sud si incontrano i fiumi Yarmuk, el-Arab, Ziqlab, el-Yabis, Kufranjeh, Rajib, ez-Zerqa, Shu'eib, Kefrein, Hesban e Azeimeh.
La valle del Giordano riceve piogge solamente tra ottobre e maggio, ed è più umida nel settore settentrionale che in quello meridionale, che è quasi desertico. Nel nord, le temperature medie sono di 30,5 °C in estate e 14,4 °C in inverno, con temperature massime di 41,5 °C in estate e minime di 5,3 °C in inverno. Nell'estremo sud le temperature salgono di vari gradi centigradi.

### Fauna
La valle del Giordano è una zona umida di grande importanza per la regione, ed è una delle rotte più importanti del mondo per gli uccelli migratori. Si stima che ogni anno 500 milioni di uccelli transitino per la valle, come cicogne bianche e nere, pellicani comuni, martin pescatori, aironi, anatre, membri della famiglia degli Scolopacidi come le pittime, e francolini.

### Demografia
Secondo dati del 2006, circa 47.000 palestinesi vivono nella parte della valle situata in Cisgiordania, in una ventina di comunità permanenti, tra cui la città di Gerico, e altri ancora, in gran parte beduini, che vivono in comunità temporanee. Circa 11.000 israeliani vivono in 17 insediamenti creati a partire dai primi anni '70 e che formano parte del Consiglio Regionale Valle del Giordano Settentrionale (Emek Hayarden) e del Consiglio Regionale Megilot Mar Morto. Altri 7500 vivono in ventisei insediamenti israeliani e in cinque Nahal (accampamenti militari) che sono stati fondati dagli anni '70 nella parte cisgiordana della valle del Giordano.
La popolazione giordana della valle era di oltre 85.000 abitanti nel 1979, in gran parte agricoltori, e nell'anno 2000 l'80% delle aziende agricole della parte giordana della valle erano aziende familiari di non più di 30 dunum (3 ettari) di superficie. In anni recenti le piccole aziende familiari sono diminuite per far spazio a imprese agricole più grandi e tecnologiche, sono stati creati nuovi centri di popolazione e sono state migliorate le vie di comunicazione. Nel 2010, la popolazione della parte giordana della valle ha raggiunto i 400.000 abitanti.

## Caratteristiche storiche

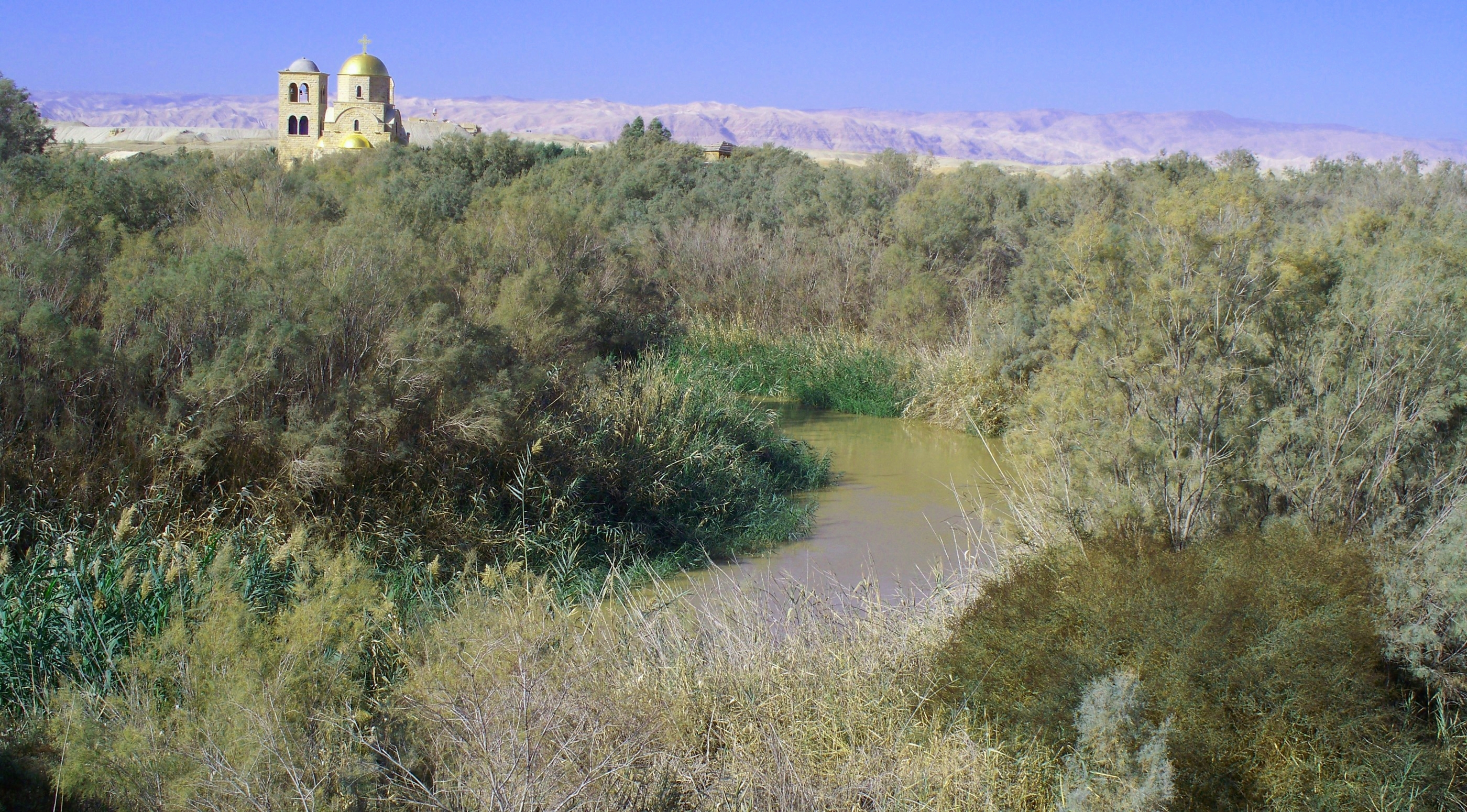
Valle del Giordano in Betania, Giordania, presso la città di Gerico.

Storicamente la valle del fiume Giordano è sempre stata un luogo di incontro e transito, tanto per le società umane che per la fauna e la flora. Numerosi resti archeologici su entrambi i lati del fiume mostrano l'esistenza di scambi commerciali e culturali tra le principali popolazioni della valle. Questo sviluppo parallelo durante le varie epoche storiche - tipi simili di ceramiche, mosaici e attrezzi di ferro - indica che le città della valle del Giordano avevano lo stesso tipo di popolazione da un punto di vista antropologico.
La valle ha un alto valore simbolico per le tre grandi religioni monoteiste, il che ne fa un'importante meta turistica. Il fiume Giordano viene menzionato in diversi passi della Bibbia, ed è il corso d'acqua nel quale fu battezzato Cristo. Anche se il luogo esatto è oggetto di discussione, centinaia di migliaia di turisti visitano ogni anno siti situati su entrambe le sponde del Giordano, intorno al presunto luogo originale. La valle è venerata anche dai musulmani, dal momento che molti dei compagni del profeta Maometto furono seppelliti nei pressi del fiume.

## Situazione ambientale
La deviazione del 98% delle acque del Giordano, così come la gran quantità di acque reflue non trattate che vengono scaricate nel fiume, minacciano di danneggiare irreversibilmente la valle. Israele, Siria e Giordania hanno effettuato prelievi di acqua lungo il corso superiore per uso domestico e agricolo, riducendo in maniera drastica l'apporto di acqua dolce necessario per la conservazione dell'ecosistema della valle. Dagli anni '60, la portata del Giordano è passata da oltre 1300 a meno di 30 milioni di metri cubi d'acqua, e la portata ridotta del fiume viene compensata principalmente dagli scarichi delle acque reflue.